# 费尔特拉科什
费尔特拉科什，是匈牙利杰尔-莫雄-肖普朗州所辖的一个村。总面积21.90平方公里，总人口2140，人口密度97.7人/平方公里（2011年1月1日）。